# Boronia humifusa
Boronia humifusa är en vinruteväxtart som beskrevs av Paul G. Wilson. Boronia humifusa ingår i släktet Boronia och familjen vinruteväxter. Inga underarter finns listade i Catalogue of Life.